# 比利小子
亨利·麥卡蒂（英語：Henry McCarty，1859年11月23日？—1881年7月14日），又名比利小子，此外也使用過化名威廉·H·邦尼（英語：William H. Bonney），是美國舊西部的法外之徒和槍手，曾殺死了8個男人，後來他在21歲時被槍殺而死。他也參與過新墨西哥州的林肯郡戰爭，其間據稱他犯過三宗謀殺案。
麥卡蒂（或邦尼，他在最惡名昭彰的時期經常使用這個名字）是一個藍眼、約173至175公分、皮膚光滑、門牙突出的男性。據稱他在多數時候是相當友善與優雅的。甚至有許多人用「如貓般輕盈」形容他。而他的優雅外觀與他的狡猾、以及用槍天賦，也賦予了他「惡名昭彰的歹徒」與「深受愛戴的人民英雄」兩種完全不同的形象。

## 童年
關於麥卡蒂的早年生平記載並不多，但有學者相信他是在南北戰爭前夜於紐約市一個愛爾蘭區出生的。但即便他是在紐約出生，也沒有任何證據證明他曾在紐約居住。此外，有關他的出生日期也有爭議，一說是9月17日出生，一說是11月23日出生。曼哈頓聖伯多祿堂的職員表示，他們留有的紀錄顯示麥卡蒂於11月28日在該教堂受洗 。
麥卡蒂的生父不詳，但某些學者宣稱他父親的本名應是派翠克·麥卡蒂（Patrick McCarty），另說他的名字為麥可（Michale）、威廉（William）或愛德華（Edward）。麥卡蒂的母親據信叫做凱薩琳·麥卡蒂（Catherine McCarty），結婚前的舊姓為迪瓦恩（Devine）。某些人相信麥卡蒂的本名其實是小威廉·亨利·麥卡蒂（William Henry McCarty，Jr.），但他的母親總是叫他「亨利」。麥卡蒂另外有一個名叫約瑟夫·麥卡蒂（Joseph McCarty）的弟弟，小他四歲，出生於1863年。
麥卡蒂的母親據信是愛爾蘭大飢荒的生還者。1868年，凱薩琳與她的兩個兒子（亨利與約瑟夫）移居到印第安納波利斯，並在那裡認識了小她十二歲的威廉·安特里姆（William Antrim），兩人並在多次遷徙後於1873年在新墨西哥州的聖塔菲結婚，並定居於南方的銀城（Silver City）。威廉起初在城中的木匠坊與酒吧打零工維生，但很快的就沉迷於尋寶與賭博，並漸漸疏遠妻子與她的兒子們。僅管如此，麥卡蒂年輕時仍常用「安特里姆」做為他的姓來自我介紹。
為了維持生計，凱薩琳以幫人洗衣與烤派維生。僅管在他人眼中，凱薩琳是一個「快活的愛爾蘭女子，充滿生機，淘氣」。但事實上，當她搬到銀城時，已經罹患了末期肺結核，並於1874年9月16日逝世。凱薩琳逝世後，十四歲的麥卡蒂便被經營旅館的鄰居收養，並為其工作。旅館的老闆對麥卡蒂印象非常深刻，因為他是唯一不曾在旅館中偷東西的年輕人。麥卡蒂的老師之一對他的回憶是「總是樂於協助校務」。早期的傳記作家常常把麥卡蒂之後無法無天的行為歸因於他大量的閱讀有關犯罪方面的小說，但較合理的解釋應是因為他瘦弱的身形使他常常必須面臨比他高大強壯的男孩子。

## 初次犯罪
麥卡蒂在寄養家庭發生了一些內部問題後搬到了一間分租房，以打零工維生。1875年四月，麥卡蒂以偷起司的罪名被警長哈維·懷特希爾（Harvey Whitehill）逮捕。1875年9月24日，麥卡蒂再次被捕，罪名是藏匿其他房客從一間華人洗衣店中偷來的衣物與枪支。在入獄兩天後，麥卡蒂從監獄的煙囪逃走。從那時開始，麥卡蒂程度上便已被歸為逃犯。有些人相信他去了亞利桑那州南部牧羊維生。1876年，麥卡蒂在亞利桑那州的格蘭特堡（Fort Grant）附近定居。在牧場打零工的同時也在賭場磨練賭技。警長哈維之後宣稱他很喜歡這個年輕人，並表示他之前所犯下的罪行是基於生活的必須，而不是貪念。
在這個時期，麥卡蒂結識了約翰·R·馬茨凱（John R. Mackie），並與他開始結夥偷取馬匹。麥卡蒂甚至將腦筋動到了當地軍人的頭上，而被取了一個綽號叫做「安特里姆小子」（Kid Antrim，從北愛爾蘭飢荒城來的小子）。傳記學家羅伯特·M·尤特利（Robert M. Utley）認為他被賦予這個名字是因為他「瘦弱的體格，沒有鬍鬚的臉頰，以及他本身的性格」。1877年，麥卡蒂與住在格蘭特堡一名叫做法蘭克·溫蒂·卡希爾（Frank Windy Cahill）的鐵匠爭吵，因為鐵匠經常欺凌他取樂。8月17日，卡希爾在與麥卡蒂爭吵之後出手攻擊麥卡蒂，並將他摔倒在地上。根據可靠的報導，麥卡蒂拔槍射擊了卡希爾以為報復。卡希爾則在中槍後第二天死亡。根據驗屍官的說法，麥卡蒂開槍的行為是「罪惡且不公平的」。但稍後一些在場的目擊者則表示麥卡蒂的行為純屬自衛。數年後，麥卡蒂在銀城的一位朋友，路易斯·亞伯拉罕（Louis Abraham）則宣稱在當初的爭執中，根本無人死亡。
因為害怕遭到卡希爾的朋友與夥伴報復，麥卡蒂從亞利桑那州離開，逃亡到新墨西哥州。最後他在一個叫做阿帕契（Apache Tejo）的地方加入了一個偷牛賊集團，並相中了牛群大亨約翰·奇瑟姆的牛群。麥卡蒂在這段時間的活動曾被一位銀城的居民目擊，並被當地的報紙報導。沒有明確的事實說明麥卡蒂與他的同夥在行動中究竟移動多遠，但可靠消息指出麥卡蒂在很短的時間內出現在新墨西哥州的佩科斯谷（Pecos Valley）中的一戶瓊斯家中。根據報導，阿帕契人偷走了麥卡蒂的馬，迫使他必須徒步走到最近的聚落。當麥卡蒂抵達瓊斯家時已經瀕臨死亡，但經過瓊斯太太的照顧之後恢復健康。之後瓊斯家還給了麥卡蒂一匹馬。在1877年，麥卡蒂開始以「威廉·H·邦尼」自稱。

## 林肯郡戰爭
1877年，麥卡蒂（當時「威廉·邦尼」已經相當廣爲人知）搬遷到了新墨西哥林肯郡（Lincoln County）。他在一間起司工廠找到工作。透過他的僱主，麥卡蒂認識了法蘭克·安科（Frank Coe），喬治·安科（George Coe），以及亞伯·桑德斯（Ab Saunders）三個表兄弟。在短暫的在別處工作後，麥卡蒂開始在三個表兄弟的農場中工作。1877年尾，麥卡蒂與安科被約翰·坦斯托爾（John Tunstall）僱用成爲牧場守衛。坦斯托爾是一個英國商人，同時也是銀行家與牧場主人。坦斯托爾的搭檔則是一個叫亞歷山大·麥斯威恩（Alexander McSween）的著名律師。著名的林肯郡戰爭就是在林肯郡商人，勞倫斯·墨菲（Lawrence Murphy），詹姆斯·多蘭（James Dolan）與坦斯托爾，麥斯威恩間因爲商業競爭爆發。1878年2月18號，坦斯托爾在趕九匹馬往林肯郡的路上被墨菲與多蘭的手下殺死，殺手之中同時也有之前被派去襲擊麥斯威恩領地的人。儘管墨菲與多蘭的手下將殺死坦斯托爾的行爲解釋成「正當殺人」，證據卻顯示坦斯托爾在被擊倒前曾經嘗試避免衝突。而坦斯托爾的死，也激怒了麥卡蒂與他的同伴們。而麥斯威恩則求助法律；他從地方法官的手中取得了拘捕令。之後，麥斯威恩的手下組織了一個稱作「管理者」（Regulator）的集團，並朝墨菲-多蘭的商店逼近。殺死坦斯托爾的殺手嘗試在對方的追補下脫逃，但仍在3月6號被捕。在返回林肯郡的路上，管理者集團表示已經將殺手在3月9號處決，原因是因爲犯人企圖逃跑。除此之外，他們也懷疑並殺死了集團中的一個叛徒。而在3月9號當天，州長塞繆爾·阿克斯特爾（Samuel Beach Axtell）也抵達林肯郡調查這起暴力事件。州長在詹姆斯·多蘭與其合伙人約翰·萊利（John Riley）的陪伴下，證實了麥斯威恩的手下對多蘭確實具有敵意。至此，「管理者」從執法人員被變成了暴徒。值得一提的是，阿克斯特爾拒絕承認一個被稱做「聖大菲之環」（Santa Fe Ring）的貪腐集團的存在。據稱這個集團由貪污政客組成，領頭的則是一個名叫托馬斯·本頓·卡特崙（Thomas Benton Catron）的美國律師。同時，卡特崙與墨菲-多蘭集團之間的密切來往，也是該集團惡名昭彰的原因之一。
之後，管理者集團私底下便計畫著對警長威廉·J·布雷迪（William J. Brady）進行報復行為，因為警長曾在坦斯托爾被謀殺的那個下午逮捕了麥卡蒂與他的代理人弗雷德·韋特（Fred Waite）。四月一號，麥卡蒂與一些管理者成員在林肯郡的大街上埋伏，並殺死了布雷迪與他的代理人，喬治·W·欣德曼（George W. Hindman）。麥卡蒂在試圖取回先前被布雷迪沒入的來福槍時被擊中大腿。因為這起事件，許多之前支持麥斯威恩集團的人開始將爭執的雙方都視為「嗜血及邪惡」的集團。
然而，管理者集團與麥斯威恩之間的關係始終撲朔迷離。麥卡蒂對坦斯托爾有著極高的忠誠度，但對麥斯威恩則沒有。甚至有些人認為布雷迪死時，麥卡蒂與麥斯威恩根本還不認識。根據當時的報紙報導，管理者集團否認與麥斯威恩之間有任何關係，並表示他們只是為了追查殺死坦斯托爾的兇手。
四月四號，管理者集團試圖逮捕一位與坦斯托爾之死有關的嫌犯，巴克肖特·羅伯茨（Buckshot Roberts）。羅伯茨在追補過程中胸部中彈，但仍然拒捕，並開槍殺死了管理者集團的首領，迪克·布魯爾（Dick Brewer）。在衝突中，另有四名管理者集團分子受傷。這場追補使得輿論更偏離了管理者集團，並認爲羅伯茨是「令人敬仰的快速反擊以對抗對方壓倒性的優勢」。

## 晚年

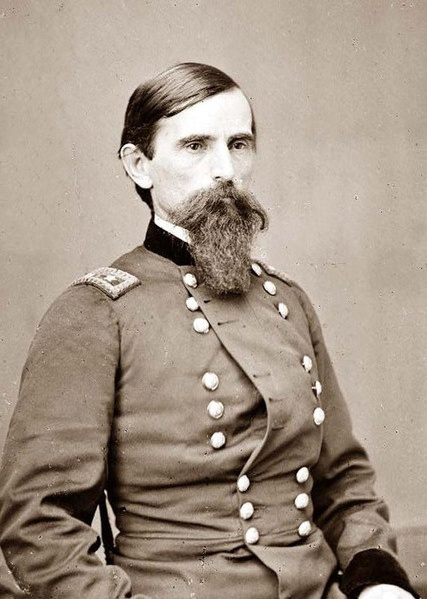
盧·華萊士

1878年秋季，新墨西哥領地州長盧·華萊士宣布：將赦免所有參與林肯郡戰爭而尚未被起訴的人，但至此，麥卡蒂早已被起訴，最後，麥卡蒂與州長達成協議，為陪審團做證以換取其赦免。雖然麥卡蒂的證詞幫助起訴了約翰多蘭，地方檢察官仍無視州長的指令，拒絕釋放麥卡蒂。
後來，麥卡蒂被以謀殺布雷迪警長定罪。麥卡蒂原訂要在1881年5月13日於林肯郡處死，並由警長派特·賈雷特的兩名副手詹姆士貝爾以及羅伯特歐林格看守，卻在四月28日殺死兩名看守並逃脫，震驚了當地。逃脫過程的細節不詳，有學者相信有同情者暗中在廁所附近藏了一把手槍，麥卡蒂得到手槍後槍殺兩名警員；另一種說法指出麥卡蒂掙脫手銬後襲擊了貝爾，搶奪了他的槍之後將他槍殺。
此際，林肯縣警長派特·賈雷特全面通緝比利小子，到處張貼「懸賞」海報。7月14日，警長一槍打中比利小子的心臟，當場斃命。

## 相關影視作品
- 美國電影《年轻的枪》（Young Guns）是描述比利小子故事。且導演在續集中邀請搖滾樂巨星邦喬飛（Bon Jovi）為其製作電影主樂。
- 美國維爾福第一人称射击游戏《絕地要塞2》的官方數碼漫畫中提及，比利小子為1850年代的藍組偵察兵。
- 日本特攝《假面騎士Ghost》中為其中一個幽靈眼魂。
- TYPE-MOON的2015年智慧型手機遊戲《Fate/Grand Order》中聖杯戰爭Servant之一，以「Archer」的職階登場，寶具為「壞音的霹靂」。
- Call of Juarez Gunslinger第一章也提到比利小子的故事。
- 1997港产电影《黄飞鸿之西域雄狮》裡的比利，枪法一流，也是以比利小子为原型。

## 其他
加州一個珍幣交易商吉哈洛（Randy Guijarro）2010年在加州佛瑞斯諾的舊貨店以2美元購得西部殺手「比利小子」（Billy the Kid）陳舊的照片，在2015年經鑑定後確定為真品，由於這是「比利小子」第二个經過鑑定的真品，而「比利小子」的照片堪稱是美國西部文物的「聖杯」，故鑑定公司給該張照片的估價高達500萬美元（另外一張照片在2011年以230萬美元賣出）。